# Албрехт III фон Нойфен-Марщетен-Грайзбах
Албрехт III фон Нойфен-Марщетен-Грайзбах (на немски: Albrecht III Graf von Marstetten, Graisbach und Neuffen; † 4 юли 1306) от швабския род Нойфен е граф на Марщетен (при Айтрах)-Грайзбах и Нойфен.

## Произход
Той е син на граф Бертолд III фон Нойфен-Марщетен († сл. 1268/сл. 1274) и съпругата му графиня Рихца/Рихица фон Калв-Льовенщайн († сл. 1294), дъщеря на граф Готфрид III фон Калв-Льовенщайн († сл. 1277) и Кунигунда фон Хоенлое-Романя († сл. 1253). Майка му Рихца фон Калв-Льовенщайн се омъжва втори път пр. 28. юли 1294 г. за граф Еберхард I фон Грюнинген-Ландау († ок. 1323).
Албрехт III фон Нойфен-Марщетен-Грайзбах е погребан във Вайсенхорн.

## Фамилия
Албрехт III фон Нойфен-Марщетен-Грайзбах се жени ок. 1290 г. за Елизабет фон Грайзбах († сл. 1316), дъщеря на Бертхолд II фон Грайзбах († пр. 1291) и графиня Елизабет фон Хиршберг/Хенеберг-Ашах († 1291). Те имат девет деца:
- Елизабет фон Нойфен († сл. 1354), омъжена за Улрих фон Абенсберг († 1341/1367)
- Аделхайд фон Нойфен († пр. 1291), омъжена за Улрих III фон Хелфенщайн († сл. 1315)
- Елизабет фон Нойфен († 27 април 1335/1339), омъжена за Гебхард II фон Хоенлое-Браунек-Нойхауз († 1340?), син на Хайнрих II Хоенлое-Браунек-Нойхауз († 1303/1304) и Лукардис фон Дюрн († сл. 1270/1276)
- Анна фон Марщетен-Нойфен († сл. 1337)
- Бертхолд IV (V) фон Нойфен-Марщетен-Грайзбах (* 1304; † 3 април/8 юни 1342), женен I. пр. 1 февруари 1326 г. за графиня Елизабет фон Труендинген († 25 май/27 октомври 1331), II. пр. 27 октомври 1331 г. за Елизабет Шпет фон Щайнхарт († пр. 1336), III. на 24 септември 1336 г. във Фрайзинг за Агнес фон Цолерн-Нюрнберг († сл. 6 октомври 1363). Дъщеря му
  - Анна фон Нойфен († 1380) се омъжва 1360 г. за баварския херцог Фридрих († 1393), син на херцог Стефан II от Бавария († 1375) и Елизабета Сицилианска († 1349); има една дъщеря:
    - Елизабета (1361 – 1382), омъжена сл. 1367 г. за Марко Висконти (1353 – 1382)
- Клара фон Нойфен († март 1339), омъжена 1311 г. във Валдбург за Йохан I фон Валдбург († 1338/1339), син на Еберхард II фон Валдбург († 1291) и Елизабет фон Монфор († сл. 1293)
- Елизабет/Хедвиг фон Нойфен († пр. 1342), омъжена за Конрад? фон Гунделфинген († сл. 1352)
- дъщеря фон Нойфен, омъжена за Херман Шпет фон Щайнхарт-Файминген († сл. 1339)
- Удилхилд фон Нойфен/Ута, омъжена пр. 1346 г. за Конрад IV фон Рехберг-Щауфенек-Рамсберг († 1351)

## Галерия
- Руина от замък Марщетен при Айтрах
- Замъкът Грайзбах през 16 век